# Йоан Кулчер
Йоан Кулчер (на румънски: Ioan Culcer) румънски генерал и политик. Участник в Руско-турската война (1877 – 1878).

## Биография
Йоан Кулчер е роден е на 29 юли 1853 г. в Търгу Жиу в семейството на доктор Димитрие Кулчер, основателя на първата болница в града. Посвещава се на военното поприще. Прозиведен е в първо офицерско звание младши лейтенант и е изпратен да следва на държавни разноски в Политехническото училище в Париж.
Участва в Руско-турската война (1877 – 1878). Бойно кръщение получава при обсадата на Плевен. Участва в борбата за Лом.
След войната изпълнява функцията на сексерат в Министерството на финансите. Служи като генерален секретар на Министерството на отбраната (1904-1907).
Дивизионен генерал Йоан Кулчер е армейски подинспектор, докато е в резерва, но е призован на действителна военна служба по разпоредбите на специален закон през 1916 г. Поверено му е командването на Карпатския фронт край Олтения.
В началото на кампанията през 1916 г. е назначен за командир на Първа пехотна дивизия (15 август – 11 октомври 1916 г.)
Министър на обществените дейности в първото правителство на Александру Авереску в периода 29 януари – 4 март 1918 г.
Умира през 1928 г. Погребан е в Търгу Жиу.